# Pentaceration denticornis
Pentaceration denticornis là một loài chân đều trong họ Paramunnidae. Loài này được Just miêu tả khoa học năm 2011.